# The Humans
The Humans er et rumænsk band, der består af Cristina Caramarcu, Alexandru Cismaru, Alexandru Matei, Alin Neagoe, Adi Tetrade og Corina Matei. De repræsenterede Rumænien i Eurovision Song Contest 2018 med sangen "Goodbye". De opnåede en 11. plads i Semifinale 2, og derfor kvalificerede de sig ikke til finalen.